# Estação Koropi
Koropi (em grego:  Κορωπί, Koropí) é uma das estações terminais da Linha 3 do metro de Atenas, antecedendo a estação Aeroporto.